# نيك بلاك
نيك بلاك (بالإنجليزية: Nick Black)‏ هو طبيب بريطاني، ولد في 17 يناير 1951.

## وصلات خارجية
- الموقع الرسمي